# Valois Katalin angol királyné
Valois Katalin  (Párizs, 1401. október 27. – London, 1437. január 3.) francia hercegnő, angol királyné. 

## Származása, testvérei
A párizsi királyi palotában született, VI. Károly francia király és Bajor Izabella királyné leányaként. 11 testvére volt: Charles, Joan, Izabella, Johanna, Károly, Mária, Michelle, Lajos, János, a későbbi VII. Károly francia király, és Fülöp.

## Eljegyzés, házasság
Még csecsemőkorában eljegyezték IV. Henrik angol király fiával, ám az uralkodó hirtelen halála félbeszakította a házassági tárgyalások befejezését. A trónralépő V. Henrik angol király úgy kívánta megerősíteni a francia koronához való jogát, hogy apja óhajának engedelmeskedve nőül vette Katalint, aki állítólag-legalábbis a kor szépségideálja szerint- egy rendkívül vonzó és bájos nő volt, s Henrik első látásra beleszeretett.
1420. június 2-án házasodtak össze a párizsi Szent János templomban vagy a troyes-i katedrálisban. Ez a frigy az évek óta a franciák és az angolok között fennálló ellentét lezárását jelentette, ugyanis az 1415-ös agincourt-i csatában Henrik legyőzte leendő apósa seregét, s a két király 1420 májusában megállapodást kötött, miszerint V. Henrik örökli majd Károly trónját. (Katalin nővére, Valois Izabella 1396-99 között Anglia királynéja volt, előtte pedig gyermekkori jegyese II. Richárd angol királynak.)

## Királynévá koronázása, gyermeke, özvegysége
Katalint 1421. február 23-án, a Westminster apátságban koronázták Anglia királynéjává, és férje még az év júniusában visszatért Franciaországba ügyeit intézni, magára hagyva az akkor már hét hónapos terhes királynét, aki 1421. december 6-án, Windsorban egy fiúnak adott életet, aki a Henrik nevet kapta, ám apa és fia már soha többé nem látták egymást, mivel 1422. augusztus 31-én V. Henrik egy betegség következtében elhunyt a franciaországi meaux-i ütközet alatt, nem sokkal a 35. születésnapja előtt. (Katalin ekkor még 21 éves sem volt, s máris özvegy lett, alig egyéves fia pedig félárva, s Anglia új királya.) VI. Károly pár hónappal később ugyancsak meghalt, s unokája, VI. Henrik már nemcsak Anglia királya, hanem az angolok által megszállt Észak-Franciaország királya is lett. (Henrik birodalmát kiskorúsága idején anyja kormányozta.)

## Házassági tervei, a lehetséges kérők
Mivel az anyakirályné még mindig fiatal volt és szép, fontolóra vette, hogy ismét férjhez megy, s Gloucester hercege, Humphrey is szóba jöhetett lehetséges jelöltként, aki átvette tőle a régensi teendőket, s a néhai király, V. Henrik öccse volt. (Egyes pletykák szerint az özvegy királyné azt tervezte, hogy következő férje pont az az Edmund Beaufort lesz, aki Katalin majdani második férjének, Owen Tudornak volt az unokatestvére. Ez ellen az elképzelés ellen Humphrey természetesen hevesen tiltakozott, hiszen neki is éppúgy érdekében állt volna nőül venni Katalint annak hatalma és vagyona okán.)
1427-28-ban a parlament egy olyan törvényt hozott, mely kimondta, hogy engedélyezik az anyakirályné újraházasodását, ám amennyiben a király nem egyezik bele a frigybe, úgy büntetésként Katalin új házastársa elveszítheti minden birtokát és címeit is. Katalin továbbra is a királyi udvarban élt, fia háztartásában, ám az asszony nem nevelhette Henriket egyedül, mivel a gyermekkirályt kancellárok és egyéb udvari méltóságok próbálták meg befolyásuk alá vonni saját érdekeik szerint.

## Intim kapcsolata Owen Tudorral, közös gyermekeik
Az özvegy királyné viszonyba kezdett egy wales-i nemesemberrel, egy bizonyos Owen Tudorral, amikor Katalin a windsori kastélyba költözött. Az asszony hamarosan teherbe esett Owen gyermekével, s 1432 májusától már nem a király háztartásában élt. A szerelmesek állítólag össze is házasodtak, ám erről nem maradtak fenn hiteles dokumentumok, az viszont bizonyos, hogy kettejük kapcsolatából származik többek között a későbbi VII. Henrik angol király is, aki az ő leszármazottuk (unokájuk) volt, tehát Katalin és Owen tekinthetők a Tudor-dinasztia alapítóinak. (Ha valóban összeházasodtak, akkor esküvőjük körülbelül 1431-ben vagy 1432-ben lehetett.)
Öt gyermekük született, három fiuk (Edmund, Jasper és Owen) és két lányuk (Margaret, aki apáca lett, és Tacina, aki Reynold Grey-hez ment nőül).

## Katalin utolsó évei, halála
Katalin megalapította a bermondsey-i apátságot, és élete vége felé már gyakran betegeskedett. Utolsó terhessége folytán, Londonban újból ágynak dőlt, mivel egyes feltételezések szerint már egy ideje rákos lehetett. A gyermek meg is született, s az asszony érezve, hogy halálán van, végrendelkezett, és 1437. január 3-án, 35 éves korában meghalt, holtteste pedig jelenleg a Westminster apátság V. Henrik nevű kápolnájában nyugszik.

## Owen Tudor későbbi sorsa
Valois Katalin halála után Owen Tudor ellenségei támadásba lendültek a wales-i nemes ellen, megkérdőjelezve a Katalinnal kötött házassága létrejöttét, így a férfi kénytelen volt megjelenni a királyi tanács színe előtt, hogy felmentését kérje tőlük ezen vád alól. A Walesbe visszafelé vezető úton elfogták őt, és elkobozták tőle összes birtokát. 1438 elején megpróbált megszökni a Newgate-börtönből, ahol raboskodott, ám végül a windsori kastélyban lelte halálát fogolyként, még azon év júliusában. Ezután Owen és Katalin két legidősebb fia, Edmund és Jasper Catherine de la Pole-hoz, Barking apácafőnöknőjéhez költöztek, aki Suffolk grófjának testvére volt. VI. Henrik, aki akkora már a húszas évei elején járt, ezek után részt vett féltestvérei, Edmund és Jasper felnevelésében.
Katalin legkisebb fiát, Owent 1461-ben a koronát megszerző York család végeztette ki a Hertfordshire-ben lezajlott csatában aratott döntő győzelmük után. Edmund Tudor nőül vette gyámleányát, Lady Margaret Beaufort-ot, s az ő fiuk lett a későbbi VII. Henrik angol király.